# Ajkaceratops
Az Ajkaceratops (az iharkúti lelőhely közelében fekvő Ajka és az ógörög ceratops 'szarv arcú' kifejezés összetételéből) a ceratopsia dinoszauruszok egyik neme, amely a késő kréta korban, a mai Európában, a Tethys-szigetív nyugati részén élt. 2009 nyarán fedezték fel Iharkúton, a ceratopsiák első európai képviselőjeként, a leírása pedig 2010-ben készült el.
A típusfaj, az A. kozmai, a kelet-ázsiai formák legközelebbi rokona, melynek ősei feltehetően az óceán partja mentén és a szigetek között vándorolva jutottak el új élőhelyükre. A faj neve, a kozmai az ajkai geológusra, Kozma Károlyra utal.

## Anatómia
Az MTM V2009.192.1 azonosítójú holotípus példány csak néhány koponyadarabból áll, melyek közé rosztrális csontok, összeforrt premaxillák és maxillatöredékek (csőr és állcsont darabok) tartoznak. Ezek a fosszíliák a budapesti Magyar Természettudományi Múzeum gyűjteményébe kerültek. Bár a leletanyag töredékes, az Ajkaceratops a leírásban szereplő becslés szerint elérte az 1 méteres hosszúságot. Az MTM V2009.193.1, V2009.194.1, V2009.195.1 és V2009.196 azonosítójú négy predentális csont a feltételezés szerint szintén az Ajkaceratopshoz tartozik, bár aránylag kisebbek és valószínűleg a nem más példányaitól származnak.

## Osztályzás
A fosszíliák leginkább az ázsiai bagaceratopsidákéra, a Bagaceratopséra és a Magnirostriséra hasonlítanak. Ezek a hasonlóságok azt jelzik, hogy az Ajkaceratops egy ceratopsia, amely a bagaceratopsidák rokonságába tartozik, de jóval kezdetlegesebb, mint a Zuniceratops és a Ceratopsidae család tagjai.

## Ősbiológia
Az Ajkaceratops fosszíliáit az ártéri és folyócsatornákból származó változatos, szürke és barna homok közé ágyazódott agyag- és iszapleradódásként értelmezett Csehbánya-formációban fedezték fel. Ez a formáció a santoni korszakban, körülbelül 86–84 millió évvel ezelőtt keletkezett. Az Ajkaceratops olyan egyéb dinoszauruszokkal élt együtt, mint a Rhabdodon, emellett pedig nodosaurida ankylosaurusokkal, theropodákkal, eusuchia krokodilokkal, azhdarchida pterosaurusokkal, bothremydida teknősökkel, tejuféle gyíkokkal és enantiornithina madarakkal osztozott a területen.

## Fordítás
- Ez a szócikk részben vagy egészben a Ajkaceratops című angol Wikipédia-szócikk ezen változatának fordításán alapul.  Az eredeti cikk szerkesztőit annak laptörténete sorolja fel. Ez a jelzés csupán a megfogalmazás eredetét és a szerzői jogokat jelzi, nem szolgál a cikkben szereplő információk forrásmegjelöléseként.